# قسطنطين الأول ملك اليونان
الملك قسطنطين الأول (باليونانية: Κωνσταντίνος Αʹ)‏ (2 أغسطس 1868 - 11 يناير 1923) ملك اليونان، كان قائد للجيش اليوناني خلال الحرب العثمانية اليونانية في 1897 وحرب البلقان الأولى عام 1912 تولى مقاليد الحكم في 18 مارس 1913 بعد مقتل والده الملك جورج الأول حتى 11 يونيو 1917 وخلفه ابنه الملك ألكسندر الأول.
وهو والد كلاً من الملك جورج الثاني والملك ألكسندر الأول والملك بول وجد الملكة صوفيا ملكة إسبانيا والملك قسطنطين الثاني.

## روابط خارجية
- قسطنطين الأول ملك اليونان على موقع الموسوعة البريطانية (الإنجليزية)
- قسطنطين الأول ملك اليونان على موقع إن إن دي بي (الإنجليزية)
- قسطنطين الأول ملك اليونان على موقع أوليمبيديا (الإنجليزية)